# WWE Championship
WWE Championship je  svjetski naslov u teškoj kategoriji kreiran i promoviran od strane Američke  profesionalne hrvačke promocije WWE koji se nalazi na RAW brandu. To je jedna od dvije tiule u WWE, s WWE Universal Championship koja je kreirana za Raw brand kao rezultat WWE draft 2016. Trenutni prvak je Brock Lesnar, kojemu je to peto držanje.
Originalna svjetska titula za WWE promociju, je bila uspostavljena od nekadašnje World Wide Wrestling Federation (WWWF) 25. travnja, 1963. kao WWWF World Heavyweight Championship, odvajanjem WWE-a od National Wrestling Alliance (NWA). Prvi prvak je bio Buddy Rogers. Od poćetka stvaranja titule, titula je promijenila mnoga imena u kompaniji, a titula se ujedinila s mnogim drugim titulama. To je jedna od najstarijih titula koja je trenutno aktivna u WWE i od početka se predstavlja kao promocionalna najprestižnija titula, s mnogim mečevima za koju je bila glavna na pay-per-view evenata, uključujući WWE-ov najveći event WrestleMania. Također je jedna od najprestižnijih titula u profesionalnom hrvanju.

## Vanjske poveznice
- Official WWE Championship Title History
- Wrestling-Titles.com: WWE Championship
- [neaktivna poveznica]